# کاتیا فون گارنیه
کاتیا فون گارنیه (به آلمانی: Katja von Garnier) (زادهٔ ۱۵ دسامبر ۱۹۶۶ در ویسبادن) کارگردان آلمانی است.
گارنیه دانش‌آموختهٔ دانشگاه تلویزیون و فیلم مونیخ در ۱۹۹۴ است. فیلم تجربی او ‎Abgeschminkt! ‏ در سال ۱۹۹۳ در سینماهای سراسر آلمان نمایش داده شد و ۱٫۲ میلیون تماشاگر جذب کرد. فیلم راهزنان نیز با بازی کاتیا ریمن فیلم پرفروشی بود و برنده جایزه بزرگ جشنواره بین‌المللی فیلم یوباری در فوریه ۱۹۹۹ شد.
در سال ۱۹۹۹ گارنیه داور جشنواره بین‌المللی فیلم برلین شد. در سال ۲۰۰۲ برای نخستین بار در ایالات متحده فیلم‌سازی کرد و فرشته‌های آرواره آهنین را در سال ۲۰۰۴ دربارهٔ جنبش حق رأی زنان در ایالات متحده در دهه ۱۹۱۰ ساخت.
او اکنون همراه همسرش، مارکوس گلر کارگردان، و پسرشان مرلین در لس‌آنجلس زندگی می‌کند.

## فیلم‌شناسی
- ۱۹۸۹: Tagtrauma
- ۱۹۹۱: Lautlos
- ۱۹۹۳: Abgeschminkt!
- ۱۹۹۷: Denk ich an Deutschland - Kix?
- ۱۹۹۷: راهزنان
- ۲۰۰۴: فرشته‌های آرواره آهنین
- ۲۰۰۷: خون و شکلات
- ۲۰۱۳: تندباد

## جایزه‌ها
- ۱۹۹۳ جایزه فیلم باوارین برای بهترین کارگردان جدید